# Болдер, Боб
Роберт Джон Болдер (англ. Robert John Bolder; род. 2 октября 1958 года, Дувр, Англия), известный как Боб Болдер, — английский футболист, игравший на позиции вратаря.
Боб Болдер начал свою карьеру в местной команде «Дувр Атлетик». В возрасте 19 лет перешёл в «Шеффилд Уэнсдей», где сыграл более 200 матчей. В 1983 году подписал контракт с «Ливерпулем», где, несмотря на то, что не сыграл ни в одном официальном матче за клуб, стал обладателем нескольких трофеев, в том числе Кубка европейских чемпионов в 1984 году.
В 1985 году Боб переходит в «Сандерленд», а спустя ещё сезон — в «Чарльтон Атлетик», где становится первым номером на следующие семь лет. В 1993 году Болдер завершил профессиональную карьеру футболиста, однако, после этого успел поиграть в любительских клубах низших дивизионов Англии.

## Награды
«Ливерпуль»
- Первый дивизион Футбольной лиги: 1983/84
- Кубок футбольной лиги: 1983/84
- Кубок европейских чемпионов: 1983/84